# الكسندر يوهانسون (لاعب كرة قدم)
الكسندر يوهانسون (بالسويدية: Alexander Johansson)‏ هو لاعب كرة قدم سويدي، ولد في 30 أكتوبر 1995. لعب مع فاربرغس بويس ‏.

## وصلات خارجية
- الكسندر يوهانسون على موقع اتحاد السويد (السويدية)
- الكسندر يوهانسون على موقع قاعدة بيانات كرة القدم.إي يو (الإنجليزية)
- الكسندر يوهانسون على موقع Soccerway.com (الإنجليزية)